# Condado de Floyd (Kentucky)
El condado de Floyd (en inglés: Floyd County), fundado en 1800, es uno de 120 condados del estado estadounidense de Kentucky. En el año 2000, el condado tenía una población de 42,441 habitantes y una densidad poblacional de 42 personas por km². La sede del condado es Prestonburg.

## Geografía
Según la Oficina del Censo, el condado tiene un área total de 1023 km² (395 mi²), de la cual 1020 km² (393,8 mi²) es tierra y 3 km² (1,2 mi²) (0.29%) es agua.

### Condados adyacentes
- Condado de Johnson (norte)
- Condado de Martin (noreste)
- Condado de Pike (este)
- Condado de Knott (suroeste)
- Condado de Magoffin (noroeste)

## Demografía
Según la Oficina del Censo en 2000, los ingresos medios por hogar en el condado eran de $21,168, y los ingresos medios por familia eran $25,717. Los hombres tenían unos ingresos medios de $30,242 frente a los $20,569 para las mujeres. La renta per cápita para el condado era de $12,442. Alrededor del 30.30 % de la población estaban por debajo del umbral de pobreza.

## Localidades
| - Allen - Martin | - Prestonsburg - Wayland | - Wheelwright - David | - Drift |